# Neisser Bent
Neisser Santiago Bent Vázquez es un nadador cubano de estilo espalda ya retirado de la actividad. Representó a Cuba en los Juegos Olímpicos de Atlanta 1996 y Sídney 2000. En los juegos de 1996, Bent ganó la medalla de bronce en los 100 m espalda, siguiendo al también cubano, Rodolfo Falcón. Fue también campeón Centroamericano y del Caribe y del mundo en piscina corta en más de una ocasión. 
Se retiró de la actividad competitiva en 2004, y continuo ligado a la natación cubana como entrenador del Club Marcelo Salado hasta el año 2009.

## Biografía
Nació en Nueva Gerona, Isla de la Juventud. Es hijo del beisbolista cubano Ricardo Bent, se inició en la natación  y el béisbol de forma simultánea en su municipio a los 7 años de edad en la escuela de iniciación deportiva Celia Sánchez Manduley;  decidiéndose por las piscinas, y destacándose cuando aún estaba a un nivel juvenil, con diez años se hizo acreedor de su incorporación a la Escuela Nacional de Natación Marcelo Salado donde desarrolló y perfeccionó su técnica de manera progresiva. A partir de 1992, Bent comenzó a participar en eventos internacionales en representación de Cuba.

## Juegos Olímpicos de 1996
En la mañana del 23 de julio, la fecha de las eliminatorias a los 100 m espalda, Bent logró el segundo mejor tiempo de la prueba con 54.83. nuevo récord nacional. Esa misma tarde, Bent salió junto a su compatriota Rodolfo Falcón a la final, en los carriles 5 y 3 respectivamente. En el inicio de la carrera Bent no tuvo un buen arranque, pero logró recuperarse y terminó ganando la medalla de Bronce para Cuba con un tiempo de 55.02, siendo sólo superado por Jeff Rouse y Rodolfo Falcón.

## Palmarés olímpico
| Juegos Olímpicos | Juegos Olímpicos         | Juegos Olímpicos  | Juegos Olímpicos |
| Año              | Lugar                    | Medalla           | Prueba           |
| ---------------- | ------------------------ | ----------------- | ---------------- |
| 1996             | Atlanta (Estados Unidos) | Medalla de bronce | 100 m espalda    |